# Осек-Великий (Великопольське воєводство)
Осек-Великий (пол. Osiek Wielki) — село в Польщі, у гміні Осек-Малий Кольського повіту Великопольського воєводства.
Населення — 984 особи (2011).
У 1975-1998 роках село належало до Конінського воєводства.

## Демографія
Демографічна структура станом на 31 березня 2011 року:
|          | Загалом | Допрацездатний вік | Працездатний вік | Постпрацездатний вік |
| -------- | ------- | ------------------ | ---------------- | -------------------- |
| Чоловіки | 478     | 110                | 321              | 47                   |
| Жінки    | 506     | 117                | 297              | 92                   |
| Разом    | 984     | 227                | 618              | 139                  |